# 蘇伊俊
蘇伊俊（So Yi Chun，1986年8月6日—），生於香港，已退役香港籃球運動員，為香港 GMF Sports Academy 專業體育學院課程總監，也是ViuTV體育娛樂節目《體育係…》的主持。

## 籃球生涯
蘇伊俊生於香港，中學就讀於賽馬會體藝中學，曾協助校隊於2003年贏得全港學界精英籃球賽冠軍，他本人亦當選賽事最有價值球員，並以中學生身份加盟甲一組聯賽球隊新青聯。2004年5月21日，米高佐敦訪問香港，在表演節目中加插入樽比賽，並由米高佐敦親自擔任評判，結果由蘇伊俊奪得冠軍。2005年9月，蘇伊俊於adidas亞洲三人街頭籃球賽，再次贏得入樽王美譽。蘇伊俊中學畢業後，便到澳洲升學，入讀位於維多利亞州迪肯大學的運動管理及金融學士，暫別甲一組聯賽，只在學校放暑假時返回香港參加香港籃球銀牌賽。蘇伊俊完成學業後，於2008年底返香港，加盟飛鷹，與同期出道的羅文光、陳耀祖並肩作戰，協助飛鷹獲得甲一組聯賽殿軍。2009年7月，永倫會長許業榮宣布，羅致蘇伊俊作為35歲中鋒蔡芳裕的替補，備戰2010年球季，穿著2號球衣。於2011年轉投飛鷹，2016年4月，蘇伊俊擔任ViuTV首個體育娛樂節目《體育係…》的主持之一。

## 家庭生活
蘇伊俊的堂兄是香港田徑項目傷健運動員蘇樺偉。
2015年12月27日，蘇伊俊於英國度假期間，在拆禮物日晚上在倫敦大笨鐘下成功向拍拖10年的女友Bobo求婚，結束愛情長跑，並在2017年12月17日把她迎娶，二人更把回禮的預算全數撥捐動物慈善機構「毛孩守護者」。

## 演出作品

### 電視節目（TVB）
- 2015: 《超強選擇1分鐘》 嘉賓(第11集)

### 電視節目（ViuTV）
- 2016-2017: 《體育係…》 運動員主持

### 電視節目（香港開電視）
- 2022：《有線星級學堂：輕鬆在家gym》 主持

### 劇集(ViuTV）
- 2022: 《季前賽》 飾 施啟興(台主)

## 外部連結
- 香港籃球總會網頁（页面存档备份，存于）
- 香港籃球聯賽蘇伊俊個人數據統計[永久]